# BlueJ
BlueJ est un environnement de développement intégré créé principalement pour l'enseignement de la programmation orientée objet. Il permet d'écrire des programmes Java en utilisant le langage Java ou (depuis la version 4) le langage Stride (langage utilisant un éditeur à base de cadres).
BlueJ est capable de décompresser directement les fichiers .jar, et travaille dans des répertoires de projets contenant au moins le fichier bluej.pkg. Il y ajoute ensuite un fichier nommé package.bluej, contenant les coordonnées et tailles des différents objets représentés dans son interface graphique.

## Interface graphique
La plus grande partie de la fenêtre principale de BlueJ est occupée par un diagramme de classes simplifié. Les classes y sont représentées par des rectangles jaunes, reliés entre eux par des flèches représentant les relations d'héritage et de dépendance. Les classes de test unitaire sont des rectangles verts.
Un double-clic sur une classe permet d'ouvrir le fichier Java (ou Stride) correspondant dans une fenêtre de l'éditeur intégré, permettant d'examiner et de modifier son code source. Un clic droit sur une classe fait apparaître un menu contextuel qui permet entre autres d'en créer des instances qui se présenteront sous la forme de rectangles rouges dans le présentoir à objets, en bas de la fenêtre.
Un double-clic sur un de ces objets ouvre une boîte montrant son état (l'ensemble de ses attributs avec leurs valeurs). Le menu contextuel des objets contient la liste de toutes ses méthodes (même celles qui sont héritées des superclasses), que l'on pourra directement exécuter d'un simple clic.

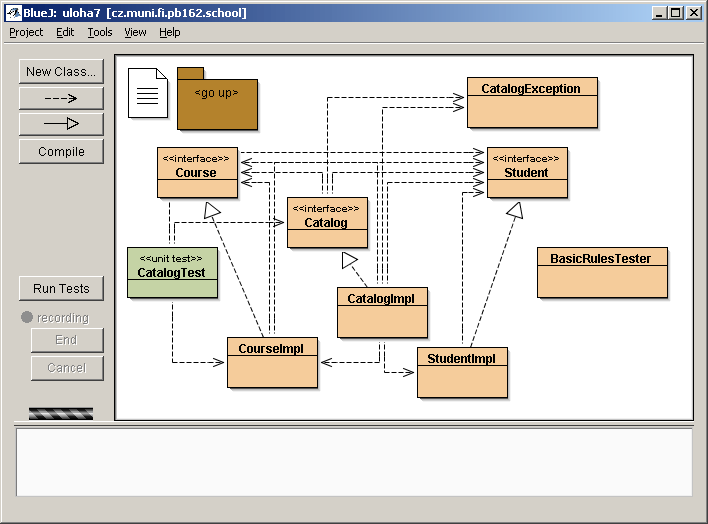
Diagramme de classes.